# Glyptothorax obliquimaculatus
Glyptothorax obliquimaculatus är en fiskart som beskrevs av Jiang, Chen och Yang 2010. Glyptothorax obliquimaculatus ingår i släktet Glyptothorax och familjen Sisoridae. Inga underarter finns listade i Catalogue of Life.